# Alva Myrdal
Alva Myrdal (születési nevén Alva Reimer; Uppsala, 1902. január 31. – Danderyd község, 1986 . február 1.) svéd szociológus, diplomata és politikus. 1982-ben Nobel-békedíjjal tüntették ki, amit Alfonso García Robles mexikói diplomatával közösen megosztva kapott meg, a „leszerelésért, valamint a nukleáris és fegyvermentes övezetekért végzett munkájukért”.

## Életrajz
1924-ben diplomázott az Uppsalai Egyetemen, majd ugyanebben az évben házasodott össze Gunnar Myrdallal. Férjével együtt az 1930-as években jelentős mértékben hozzájárult a szociális jólét előmozdításáért. 1949–1950-ben az Egyesült Nemzetek Szervezetének jóléti politikával foglalkozó szekcióját vezette, 1950 és 1955 között pedig az UNESCO társadalomtudományi szekciójának elnöke volt.